# Makoi hableányok
A Makoi hableányok Netflixes címe Makoi hableányok: Vizes kaland (eredeti cím: Mako: Island of Secrets vagy Mako Mermaids) 2013-tól 2016-ig futott ausztrál televíziós kalandsorozat, amelyet Jonathan M. Shiff alkotott. A H2O: Egy vízcsepp elég spin-offja. A főbb szerepekben Lucy Fry, Ivy Latimer, Amy Ruffle, Chai Romruen, Isabel Durant, Allie Bertram, Alex Cubis és Linda Ngo látható. 
Ausztráliában 2013 július 28-án mutatta be a Network Ten, majd az Eleven. A sorozatot Magyarországon a Disney Channel mutatta be 2013. december 31-én.

## Történet
Amikor a 15 éves Zac elmegy kempingezni a Mako szigetre, még nem sejti, hogy minden mozdulatát követik az ottani sellőlányok, Sirena, Nixie és Lyla, akiknek az a feladatuk, hogy elkergessék a betolakodókat. Amikor a mágikus víz és a Hold fénye kapcsolatba kerül egymással, Zac-kel valami varázslatos dolog történik. Másnap reggel észreveszi, hogy uszony nőtt a lába helyére, és varázserőt kapott, amivel uralni tudja a vizet, ám ezt nem veszik jó néven a sellőlányok, ebből még bonyodalmak lehetnek…

## Szereplők

### Főszereplők
| Szereplő     | Színész       | Magyar hang        | Évadok         | Évadok     | Évadok     |
| Szereplő     | Színész       | Magyar hang        | 1. évad        | 2. évad    | 3. évad    |
| ------------ | ------------- | ------------------ | -------------- | ---------- | ---------- |
| Sirena       | Amy Ruffle    | Molnár Ilona       | Főszereplő     | Főszereplő | N/A        |
| Lyla         | Lucy Fry      | Mezei Kitty        | Főszereplő     | N/A        | N/A        |
| Nixie        | Ivy Latimer   | Bogdányi Titanilla | Főszereplő     | N/A        | N/A        |
| Zac Blakely  | Chai Romruen  | Czető Roland       | Főszereplő     | Főszereplő | Főszereplő |
| Evie McLaren | Gemma Forsyth | Csuha Borbála      | Mellékszereplő | Főszereplő | Főszereplő |
| Ondina       | Isabel Durant | Lamboni Anna       | N/A            | Főszereplő | Főszereplő |
| Mimmi        | Allie Bertram | Szabó Luca         | N/A            | Főszereplő | Főszereplő |
| Erik         | Alex Cubis    | Előd Álmos         | N/A            | Főszereplő | N/A        |
| Weilan       | Linda Ngo     | Mikecz Estilla     | N/A            | N/A        | Főszereplő |

### Mellékszereplők
| Szereplő    | Színész            | Magyar hang     |
| ----------- | ------------------ | --------------- |
| Cam         | Dominic Deutscher  | Markovics Tamás |
| Rita Santos | Kerith Atkinson    | Kovács Vanda    |
| David       | Rowan Hills        | Molnár Levente  |
| Carly       | Brooke Nichole Lee | Andrádi Zsanett |
| Rikki       | Cariba Heine       | Sánta Annamária |

## Évados áttekintés
| Évad | Évad | Epizódok | Eredeti kiadás    | Eredeti kiadás       | Magyar sugárzás    | Magyar sugárzás     |
| Évad | Évad | Epizódok | Évadpremier       | Évadfinálé           | Évadpremier        | Évadfinálé          |
| ---- | ---- | -------- | ----------------- | -------------------- | ------------------ | ------------------- |
|      | 1    | 26       | 2013. július 26.  | 2013. szeptember 15. | 2013. december 31. | 2014. augusztus 23. |
|      | 2    | 26       | 2015. február 13. | 2015. május 29.      | 2015. május 24.    | 2016. június 29.    |
|      | 3    | 16       | 2016. május 15.   | 2016. augusztus 28.  | 2021. július 28.   | 2021. július 28.    |